# Ostrov, Hunedoara
Ostrov este un sat în comuna Râu de Mori din județul Hunedoara, Transilvania, România. Biserica medievală din localitate se remarcă prin vechimea și calitatea frescelor.

## Monumente istorice
- Biserica „Pogorârea Sfântului Duh”

## Imagini

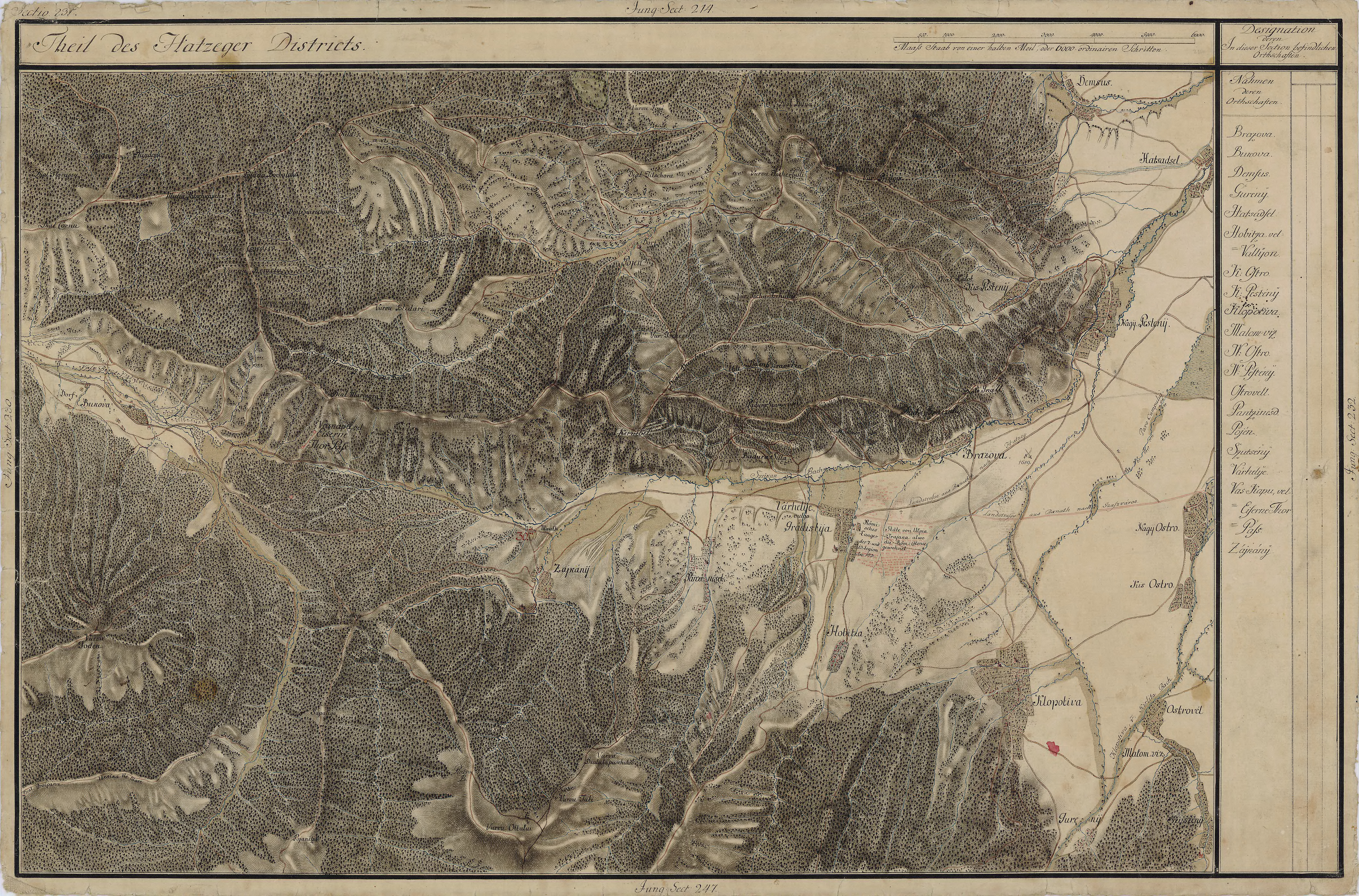
Ostrov în Harta Iosefină a Transilvaniei, 1769-1773
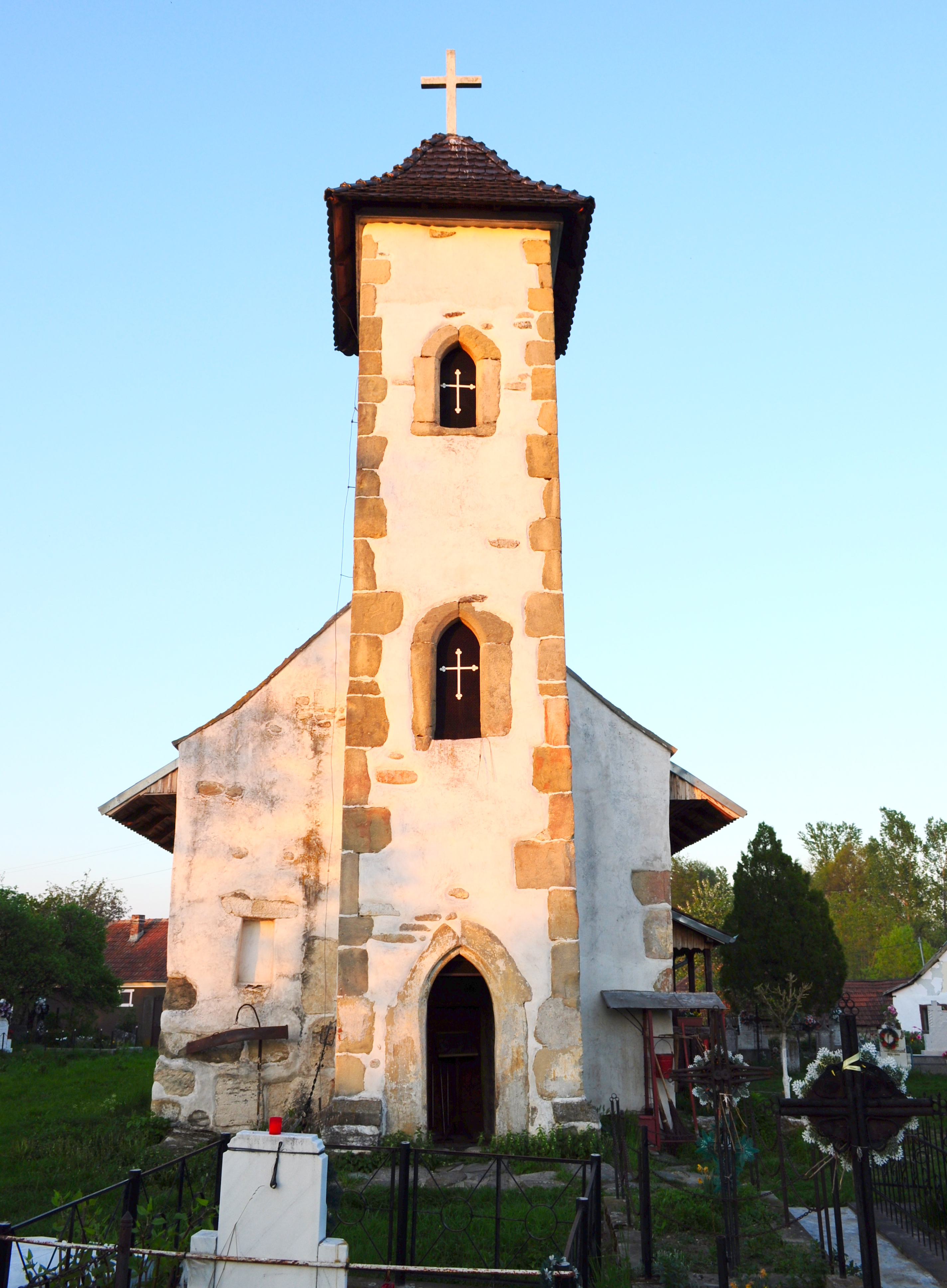
Biserica „Pogorârea Sfântului Duh”
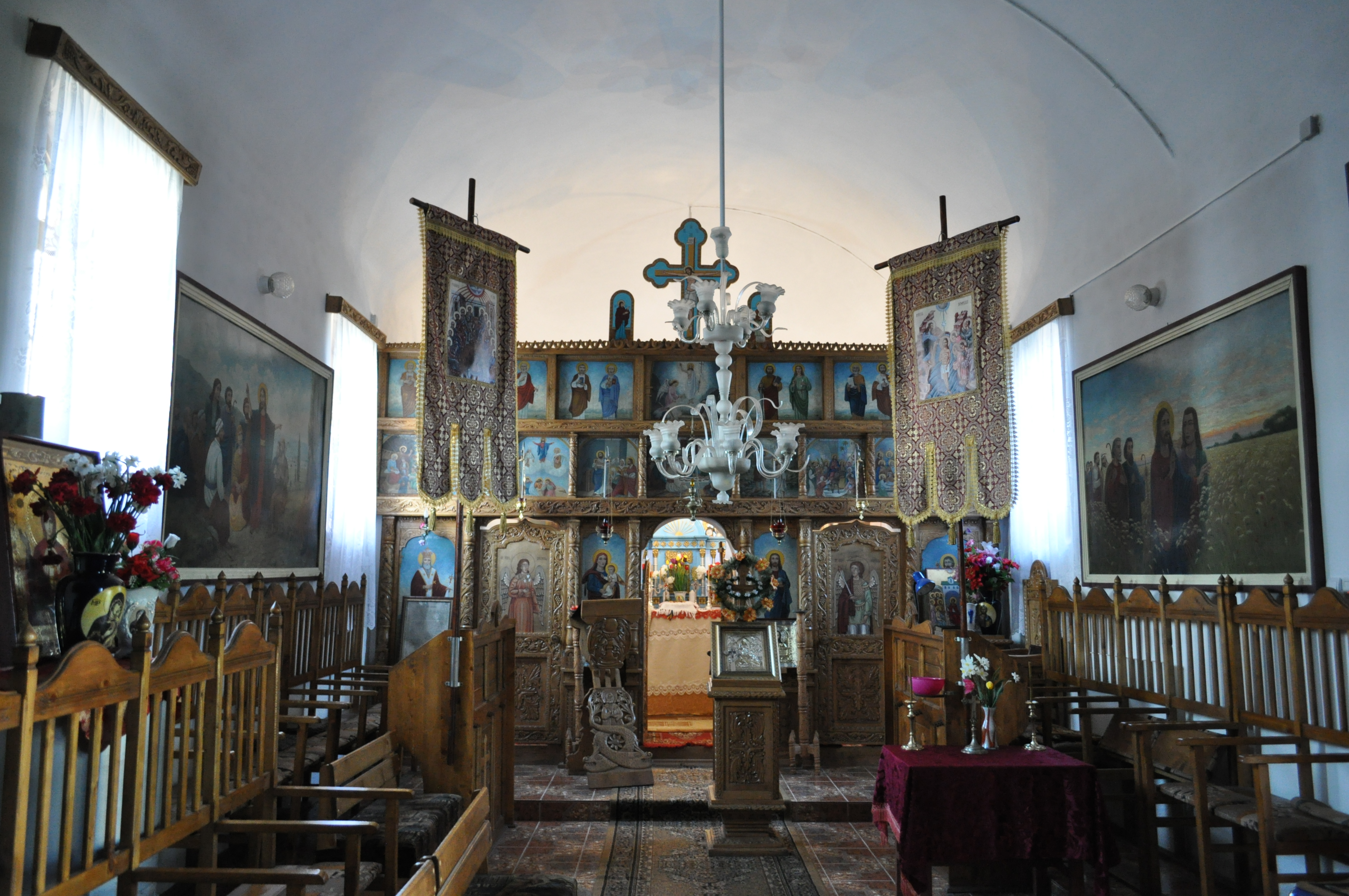
Biserica „Pogorârea Sfântului Duh”